# Potentilla oweriniana
Potentilla oweriniana är en rosväxtart som beskrevs av Franz Josef Ivanovich Ruprecht och Pierre Edmond Boissier. Potentilla oweriniana ingår i Fingerörtssläktet som ingår i familjen rosväxter.

## Underarter
Arten delas in i följande underarter:
- P. o. elata
- P. o. divina
- P. o. elata